# Picardieglas

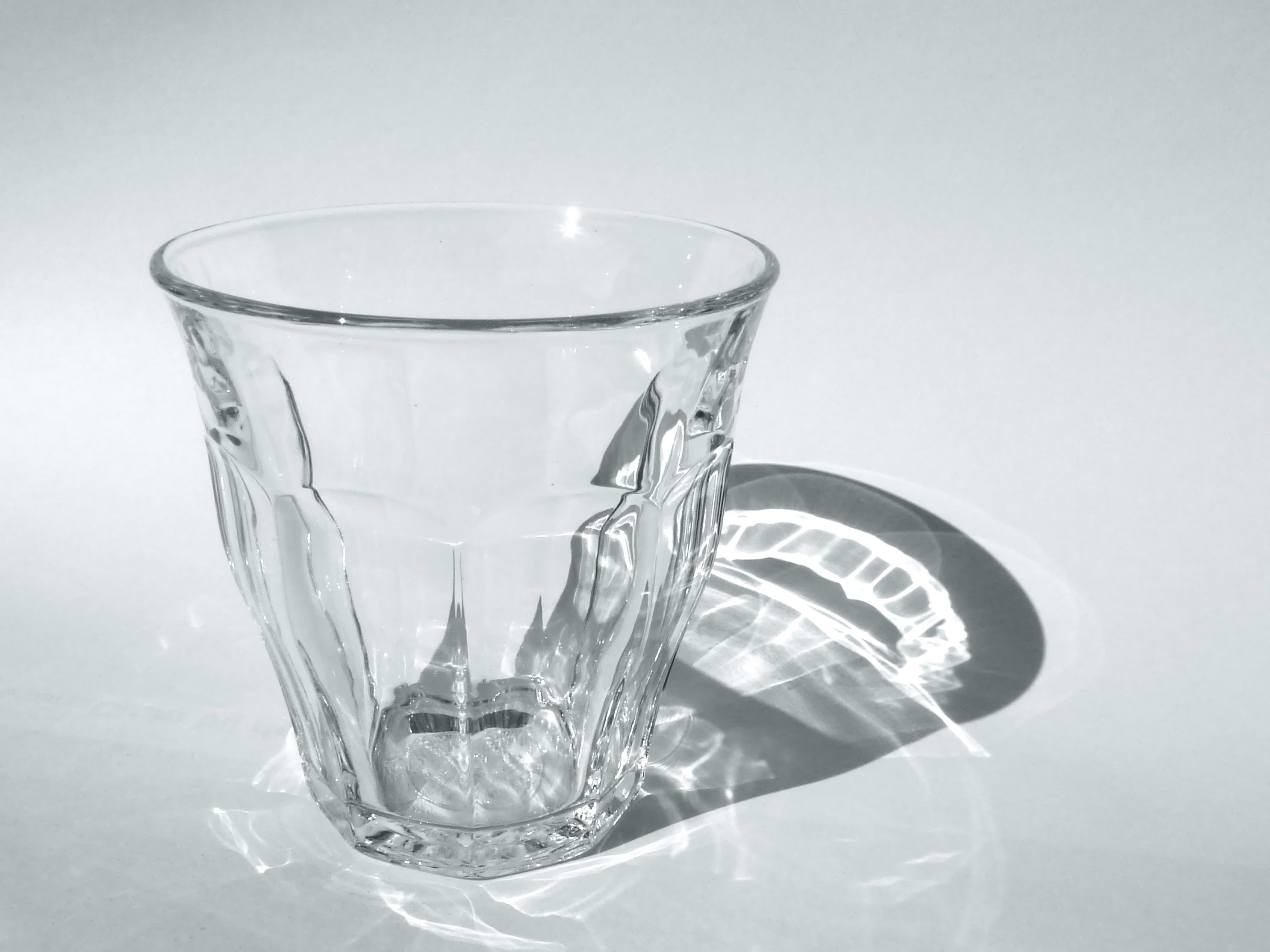
Het picardieglas

Het Picardieglas is een rond 1927 ontworpen sterk Frans bistroglas dat bestand is tegen zowel koude als warme dranken. De typische vorm maakt het glas universeel en praktisch doordat het goed in de hand ligt en stapelbaar is. Zowel in de Franse horeca als huishoudens wordt het veel gebruikt. Er zijn meerdere inhoudsmaten verkrijgbaar.
Het originele klassieke ontwerp komt van het bedrijf Compagnie de Saint-Gobain en was erop gericht om het machinaal te vervaardigen.
Het unieke van het glas is dat het als het ware één geheel vormt met de vingers om een vloeistof naar de mond te kunnen brengen. Terwijl de iets naar buiten gevormde rand van het glas richting de lippen tuit, blijft het glas op wijsvinger en duim onder het gladde oppervlak van deze rand hangen, en de overige vingers hun weg vinden naar de cannelures. Hierdoor lijkt het relatief dikke glas dunner aan te voelen dan het werkelijk is. Door deze profilering wordt ook de lichtschittering verhoogd.
Hoewel in de jaren 20 van de 20e eeuw voor het praktische doel gecreëerd, heeft het 18e-eeuwse kenmerken van het Franse kristal uit die tijd, te herkennen aan de gefacetteerde tulpvorm. De vorm - samen met de cannelures - voorkomt bij het stapelen dat daarbij het oppervlak beschadigd raakt en de glazen in elkaar klem gaan zitten.
In 1934 werd Saint-Gobain gekocht door Duralex, dat in 1939 het harden en persen van glas ontwikkelde. Hiermee kreeg ook het model Picardieglas zijn sterkte en grote weerstand tegen hete vloeistoffen. Het harden gebeurt middels een thermische schok. Het materiaal wordt verwarmd tot 700 graden Celsius en daarna snel afgekoeld. Het glas is dan 2,5 keer zo sterk geworden. Duralex-glas kan nadien temperatuurschokken tot 130 graden Celsius verdragen terwijl dit bij normaal glas maar 40 graden is.
Ook buiten Frankrijk is het glas veel gebruikt. Bijvoorbeeld in Groot-Brittannië deed het op de scholen dienst als “huisglas” in de eetzalen.
Nog steeds is het - vooral in Frankrijk - een populair glas dat wordt gebruikt van water tot wijn en van thee tot kwast.